# Aeroporto di Târgu Mureș-Transilvania
L'aeroporto di Târgu Mureș-Transilvania (IATA: TGM, ICAO: LRTM) è un aeroporto situato in Romania nei pressi dell'omonima città Târgu Mureș, circa 14 km a sud-ovest dal centro cittadino nel territorio del comune di Ungheni.
La struttura è posta all'altitudine di 294 m (963 ft) sul livello del mare, dotata di un solo terminal ed una sola pista con fondo in calcestruzzo lunga 2 000 m e larga 30 m (6 562 x 98 ft) con orientamento 07/25, e dotata di impianto di illuminazione a bassa intensità
(LIRL).
L'aeroporto è gestito dal Consiliul Județean Mureș, effettua attività secondo le regole e gli orari sia IFR che VFR ed è aperto al traffico commerciale.

## Storia
L'aeroporto di Târgu Mureș è stato fondato nel 1936, ma ha preso l'aspetto attuale nel 1969, con la costruzione della pista di calcestruzzo.
I primi voli sono stati verso gli aeroporti di Bucarest, Cluj-Napoca (distante pochi chilometri), e a Budapest. Per il resto l'aerostazione ha subito diverse modifiche e ristrutturazioni: per esempio, durante la seconda guerra mondiale, i Tedeschi (stabilitisi in Romania) modernizzarono l'aeroporto. Nel 1969, inoltre, la sede organizzativa dello scalo si staccò dall'Aeroporto di Târgu Mureș; sempre nello stesso anno, come già accennato, fu anche costruita una nuova pista in calcestruzzo.
Nel 1999 la pista viene ampliata di 45 metri e venne ristrutturata l'illuminazione.
Attualmente il Consiglio Comunale di Târgu Mureș ha approvato l'azione di ampliare di 3600 metri la pista principale dell'aeroporto.

## Come arrivare
L'aeroporto dista a soli 14,5 chilometri dall'omonima cittadina rumena di Târgu Mureș. È possibile raggiungere l'aeroporto con diversi mezzi: 
- Taxi (grazie ai vari servizi taxi della città)
- Autobus (grazie al servizio che serve l'aeroporto)

## Parcheggio
L'aeroporto ha un vasto parcheggio esterno.